# Tschukwa
Tschukwa (ukrainisch und russisch Чуква, früher Чуків; polnisch Czukiew) ist ein Dorf in der westukrainischen Oblast Lwiw mit etwa 1500 Einwohnern.
Am 11. August 2015 wurde das Dorf zum Zentrum der neu gegründeten Landgemeinde Tschukwa (Чукв'янська сільська громада/Tschukwjanska silska hromada), zu dieser zählen auch noch die 6 Dörfer Bereschnyzja (Бережниця), Blaschiw (Блажів), Mlyn (Млин), Swir (Звір), Wolja-Blaschiwska (Воля-Блажівська) und Woljanka (Волянка), bis dahin bildete es mit Bereschnyzja und Mlyn die Landratsgemeinde Tschukwa.
Am 12. Juni 2020 wurde die Landgemeinde aufgelöst und der Landgemeinde Raliwka unterstellt.

## Geschichte
Der Ort wurde im Jahre 1415 erstmals urkundlich erwähnt und gehörte zunächst zur Adelsrepublik Polen-Litauen. Ursprünglich wurde es Kotkowice genannt und konnte schon damals eine römisch-katholische Pfarrei haben. Der heutige Name, nach dem lokalen Bach, etablierte sich im 16. Jahrhundert. Im frühen 17. Jahrhundert gab es neben der römisch-katholischen Kirche ein Krankenhaus und eine Schule, die von den Tataren im Jahre 1624 niedergebrannt wurden. Kurz danach wurde eine neue Kirche aus Holz erbaut, die durch eine gemauerte Kirche im Jahre 1726 ersetzt wurde.
Bei der Ersten Teilung Polens kam das Dorf 1772 zum neuen Königreich Galizien und Lodomerien des habsburgischen Kaiserreichs (ab 1804).
Im Jahre 1900 hatte die Gemeinde Czukiew 411 Häuser mit 2434 Einwohnern, davon 1982 polnischsprachige, 443 ruthenischsprachige, 8 deutschsprachige, 1921 römisch-katholische, 486 griechisch-katholische, 27 Juden.
Nach dem Ende des Polnisch-Ukrainischen Kriegs 1919 kam Tschukwa zu Polen. Im Jahre 1921 hatte die Gemeinde Czukiew 450 Häuser mit 2599 Einwohnern, davon 2307 Polen, 290 Ruthenen, 2 Juden (Nationalität), 2176 römisch-katholische, 412 griechisch-katholische, 11 Juden (Religion). Im Jahre 1938 umfasste die römisch-katholische Pfarrei Czukiew im Dekanat Sambor im Bistum Przemyśl 2560 Gemeindemitglieder, davon 1949 in Czukiew, der Rest in 12 anderen Dörfer, am meisten in Olszanik und Kolonia Batorszczyzna (373).
Im Zweiten Weltkrieg gehörte der Ort zuerst zur Sowjetunion und ab 1941 zum Generalgouvernement. Eine polnische Selbstverteidigung war dort bis zur Einberufung der jungen Menschen zum Militärdienst im Herbst 1944 tätig. Im Januar 1945 wurde ein Dutzend der Polen von OUN-UPA getötet. Ab 1945 gehörte das Dorf wieder zur Sowjetunion, heute zur Ukraine. Die meisten Polen verließen den Ort in den Jahren 1945–1946, die nächste Gruppe im Jahre 1957. Im Jahre 2001 bildete die polnische Minderheit etwa 2 % der Bevölkerung.

### Neudorf
Im Jahre 1783 wurden im Zuge der Josephinischen Kolonisation auf dem Grund des Dorfes Tschukwa deutsche Kolonisten lutherischer und katholischer Konfession angesiedelt. Die Kolonie wurde Neudorf genannt und wurde eine unabhängige Gemeinde.
Im Jahre 1900 hatte die Gemeinde Neudorf 26 Häuser mit 147 Einwohnern, davon 136 polnischsprachige, 11 deutschsprachige, 122 römisch-katholische, 14 griechisch-katholische, 11 Juden.
Im Jahre 1921 hatte die Gemeinde Neudorf 26 Häuser mit 170 Einwohnern, davon 140 Polen, 12 Ruthenen, 17 Deutschen, 1 anderer Nationalität, 134 römisch-katholische, 28 griechisch-katholische, 8 Juden (Religion).

## Sehenswürdigkeiten
- Römisch-katholische Kirche, erbaut 1726, ab 1957 als Lagerhaus genutzt, im Jahre 1990 wieder als römisch-katholischer Tempel geöffnet.[3]
- Orthodoxe Kirche aus Holz, erbaut 1854;